# Karol Paryłowski
Karol Paryłowski (ur. 29 stycznia 1888 w Zbarażu, zm. ?) – podpułkownik piechoty Wojska Polskiego.

## Życiorys
Urodził się 29 stycznia 1888 w Zbarażu (Małopolska). Został oficerem C. K. Armii, służąc w szeregach 80 pułku piechoty w listopadzie 1913 mianowany ze stopnia na porucznika. 1 maja 1916 roku został mianowany kapitanem. Jego oddziałem macierzystym był nadal c. i k. 80 pułk piechoty.
Po zakończeniu I wojny światowej i odzyskaniu przez Polskę niepodległości został przyjęty do Wojska Polskiego. 3 maja 1922 roku został zweryfikowany w stopniu podpułkownika ze starszeństwem z dniem 1 czerwca 1919 roku i 186. lokatą w korpusie oficerów piechoty, a jego oddziałem macierzystym był 2 pułk Strzelców Podhalańskich. 10 lipca 1922 roku został zatwierdzony na stanowisku zastępcy dowódcy 2 pułku Strzelców Podhalańskich w Sanoku. W 1924 roku był zastępcą dowódcy 11 pułku piechoty w Ranowskich Górach. Z dniem 6 marca 1925 roku został przeniesiony do 43 pułku piechoty w Dubnie na stanowisko zastępcy dowódcy pułku. W grudniu tego roku ogłoszono jego przeniesienie do 45 pułku piechoty w Równem na stanowisko zastępcy dowódcy pułku. 31 marca 1927 roku został wyznaczony na stanowisko dowódcy 43 pp. 28 stycznia 1928 roku został przeniesiony do kadry oficerów piechoty z równoczesnym przeniesieniem służbowym do PKU Jarosław na okres sześciu miesięcy celem odbycia praktyki poborowej. Następnie pozostawał w dyspozycji Ministra Spraw Wojskowych. Z dniem 31 sierpnia 1928 roku został przeniesiony do rezerwy z pozostawieniem w administracji ogólnopaństwowej.

## Odznaczenia
- Krzyż Walecznych
- Krzyż Zasługi Wojskowej 3 klasy z dekoracją wojenną i mieczami[14]
- Krzyż Jubileuszowy Wojskowy[14]
- Krzyż Pamiątkowy Mobilizacji 1912–1913[14]